# Vangueria ferruginea
Vangueria ferruginea är en måreväxtart som först beskrevs av Friedrich Welwitsch, och fick sitt nu gällande namn av Ined.. Vangueria ferruginea ingår i släktet Vangueria och familjen måreväxter. Inga underarter finns listade i Catalogue of Life.